# گیمریتس
گیمریتس (به آلمانی: Gimritz) یک منطقهٔ مسکونی در آلمان است که در لبیون-وتین واقع شده‌است. گیمریتس  ۳۴۵ نفر جمعیت دارد.